# Geke van der Sloot
Geke van der Sloot (Urk) is een Nederlandse zangeres, zangpedagoge en koordirigent. Zij is vooral bekend als oprichter en artistiek leider van het kinderkoor Geke’s Tiental. Ze is sinds 1980 actief als zangdocent.

## Biografie
Van der Sloot begon haar muzikale loopbaan op jonge leeftijd en richtte in 1980 het kinderkoor Geke’s Tiental op. Ze ontwikkelde haar eigen lesmethode voor zangonderwijs, gebaseerd op de visie dat elk kind kan leren zingen. Meer dan veertig jaar lang gaf zij vrijwel dagelijks kosteloos zangles aan met name Urker kinderen.
Met Geke’s Tiental gaf zij honderden optredens in binnen- en buitenland. Ze was regelmatig te zien op televisie en te horen op de radio. Daarnaast bracht zij 24 cd’s uit, met repertoire variërend van kinderliedjes, klassieke muziek, religieuze muziek tot traditionele kerstliederen.

## Maatschappelijke betrokkenheid
Van der Sloot is actief betrokken bij diverse maatschappelijke en humanitaire initiatieven. Ze zet zich via muziek in voor goede doelen en kwetsbare groepen, waaronder vissersgemeenschappen, vluchtelingen, bewoners van verpleeghuizen, kinderen uit het speciaal onderwijs en projecten ter bestrijding van honger in Afrika. Veel van haar optredens staan in het teken van solidariteit en ondersteuning van deze doelgroepen.

## Erkenning
Voor haar inzet op het gebied van zangonderwijs en maatschappelijke betrokkenheid ontving Van der Sloot diverse onderscheidingen:
- In 2005 werd zij benoemd tot Lid in de Orde van Oranje-Nassau
- Zij ontving een oorkonde van de Kunstenbond.
- Zij werd geëerd met een beeldje van de Zangersbond.
- In 2021 kreeg zij de Lelyprijs, een regionale prijs voor bijzondere maatschappelijke verdiensten in de provincie Flevoland.[2]